# Маріано III
Маріано III (італ. Mariano III;  д/н — 1321) — юдик (володар) Арборейської юдикату у 1304—1321 роках.

## Життєпис
Походив з династії Серра-Бас. Молодший позашлюбний син Джованні I, юдика Арбореї, та його коханки Вери Каппай ді Вілласальто. У 1304 році після загибелі батька здобув владу в юдикаті. Його старшим співюдиком став брат Андреотто I, який мав фактичну владу. Лише після смерті останнього 1308 року Маріано III став справжнім юдиком. Перша письмова згадка про нього відноситься до 1307 року.
З самого початку стикнувся знамагання Пізанської республіки оскаржувати його права на Арборею. 1310 року Піза уклала з арагонським королем Хайме II угоду, за якою відмовлялася від своїх володінь на Сардинії, насамперед Галлури і Кальярі в обмін на встановлення пізанської торгівельної монополії над Сардинією. Водночас король Арагону викупив у Джованни Вісконті права на Галлурський юдикат. Крім того, Хайме II як король Корсики і Сардинії претендував також на владу над Арборейським юдикатом. Тому Маріано III мусив звернутися до імператора Генріха VII Люксембурга, якому виплатив належні кошти для визнання свого титулу юдика й права на Арборею і Торрес. Разом з тим намагався використовувати амбіції Арагону проти зазіхань Пізи над контроль на торгівлею Арбореї. 
Втім після цього Маріано III все одного дотримувався дружніх стосунків з Пізою, розраховуючи на підтримку останньої у протистоянні з Арагоном. Для цього 1314 року уклав арборейсько-пізанську угоду. Водночас за довіреністю пошлюбив представницю тосканського роду Констанці ді Монтальчіно, графині Ельчі. Проте вона так й не прибула на Сардинію, а їх шлюб фактично не відбувся. Того ж року гостинно прийняв Марію де Лузіньян, що їхала до нареченого — короля Арагону. 
1318 року відновив союз з Пізанською республікою, спрямований на захист Сардинії від Арагонського королівства, оскільки пізанці прагнули поновити свій вплив в Сардинії.
Доклав значних зусиль для розвитку господарства, розбудови столиці Ористано, де за власний кошт звів єпископський палац, також сприяв зведенню доріг й мостів, укріплень на випадок нападу ворогів. Помер у квітні 1321 року. Йому спадкував позашлюбний син Угоне II.

## Родина
Дружина — Костанца ді Монтальчіно.
Дітей не було.
Коханка — Падулеса де Серра
Діти:
- Угоне (д/н—1336), юдик Арбореї
- донька, дружина Бонакорсо де Амірато
- Вільгельм
- Гоннаріо
- Сардинія
- Аделазія